# Matti Salminen

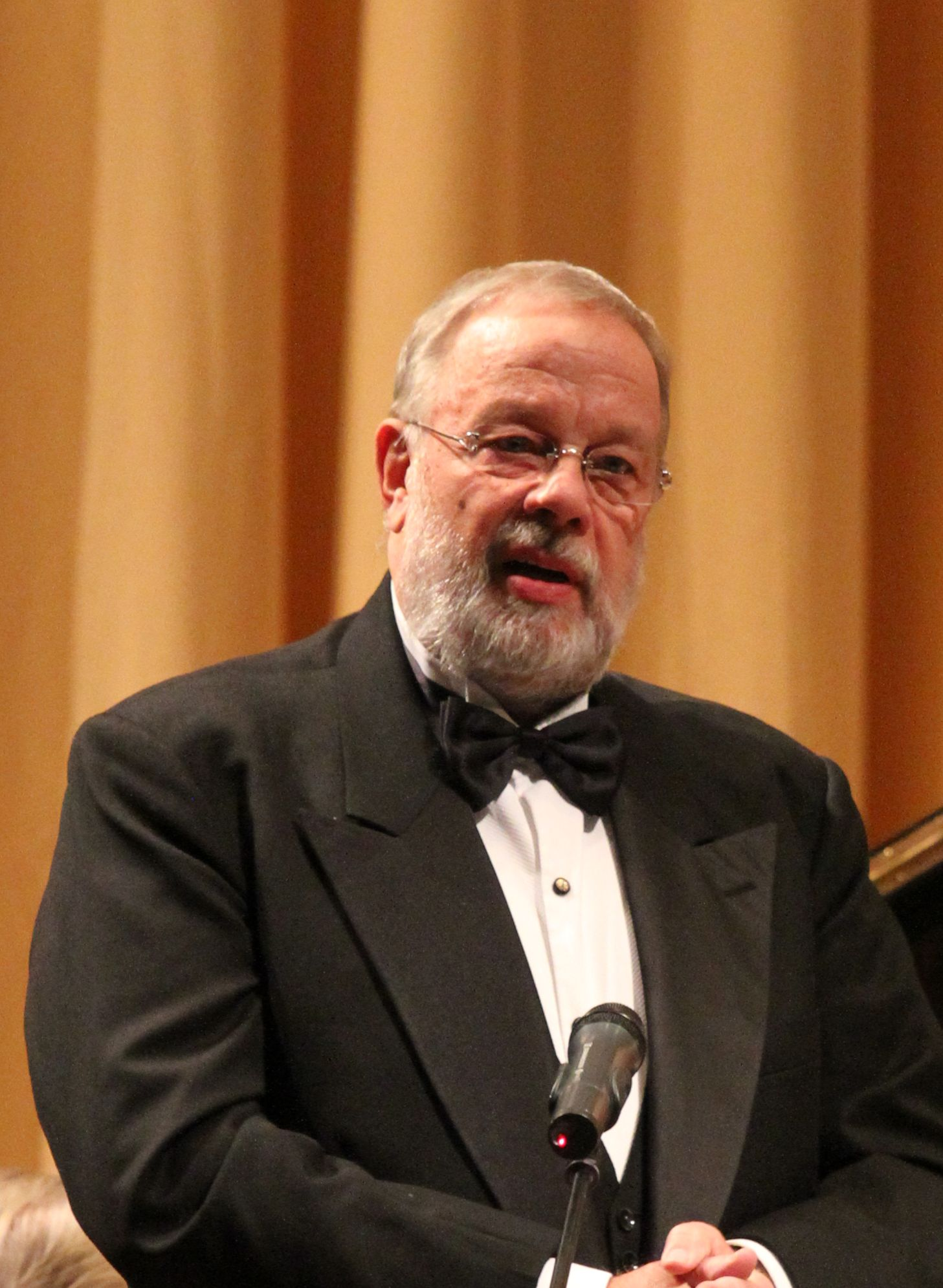
Matti Salminen (2009)

Matti Salminen (* 7. Juli 1945 in Turku) ist ein finnischer Opernsänger (Bass).

## Leben

### Kindheit und Ausbildung
Matti Salminen war der Sohn einer Arbeiterfamilie. Seine Eltern sangen in einem Chor und er selbst sang bereits im Alter von sechs Jahren als Sopran in einem Kinderchor. Nach dem frühen Tod seiner Mutter arbeitete er als Tischler und auf einer Schiffswerft, um zum Lebensunterhalt der Familie beizutragen. Seine Gesangsausbildung begann er am Musikinstitut Turku. Es folgten Studien an der Sibelius-Akademie in Helsinki, unter anderem bei Matti Lehtinen. Als Stipendiat studierte er ab 1969 in Rom bei dem Dirigenten und Gesangslehrer Luigi Ricci (1893–1981) sowie in Düsseldorf.

### Karriere
Bereits während seines Gesangsstudiums wirkte Salminen ab 1966 als Chorsänger an der Finnischen Nationaloper in Helsinki, wo er 1969  in der Rolle des Königs Philipp in Verdis Don Carlos debütierte. Nach erfolgreichen Gastspielen im deutschsprachigen Raum war er von 1972 bis 1980 Ensemblemitglied der Oper Köln. Nach seinem Debüt an der Oper Zürich 1972 als Sarastro in Mozarts Zauberflöte gastierte er dort fortan regelmäßig und war von 1984 bis Ende der Spielzeit 2012 festes Ensemblemitglied. Salminen wurde zu einem der weltweit anerkanntesten und gefragtesten Sänger seines Fachs und stand regelmäßig in nahezu allen bedeutenden Opernhäusern und Festivals auf der Bühne.
Als König Philipp in Don Carlos trat er 1977 erstmals an der Wiener Staatsoper auf, es folgten an diesem Haus bis 2013 über 130 Vorstellungen. 1974 debütierte er am Londoner Royal Opera House (als Fasolt in Das Rheingold), 1981 an der New Yorker Metropolitan Opera (als König Marke in Tristan und Isolde). Weitere Gastspiele führten ihn zum Beispiel an das Mailänder Teatro alla Scala sowie zahlreiche weitere italienische Opernhäusern, das Teatro Real Madrid, die Pariser Oper, die Königliche Oper Stockholm, die Washington National Opera, die Chicago Opera, in Deutschland unter anderem an die Berliner Staatsoper und die Deutsche Oper Berlin, die Semperoper Dresden, die Bayerische Staatsoper, die Hamburgische Staatsoper, die Deutsche Oper am Rhein und die Staatsoper Stuttgart.
Bei den Bayreuther Festspielen sang er von 1976 bis 1988 in mehr als 150 Vorstellungen; nach seinem Debüt als Fasold waren weitere Rollen König Marke, Hunding und Fafner (Ring des Nibelungen), Daland (Der fliegende Holländer), König Heinrich (Lohengrin), Titurel (Parsifal), Pogner (Meistersinger von Nürnberg) und der Landgraf (Tannhäuser). Auch bei den Salzburger Festspielen gastierte er mehrfach, so 1994 als Teiresias in Strawinksis Oedipus rex unter der Leitung von Kent Nagano und später als Komtur (Don Giovanni), Gurnemanz (Parsifal) sowie als König Marke und König Philipp. Zuletzt war er dort 2013 bei einem Konzert der Wiener Philharmoniker unter der Leitung von Lorin Maazel als Hunding im ersten Akt der Walküre zu hören.
Von 1967 bis 1998 trat er jeden Sommer bei den Opernfestspielen in Savonlinna (Finnland) auf.
Im September 2000 fand in Helsinki die Uraufführung der für ihn geschriebenen Oper Kuningas Lear von Aulis Sallinen statt, deren Titelpartie er übernahm.
Am Opernhaus Zürich gab Salminen am 12. November 2016 sein Abschiedskonzert.  Im April 2019 sprang er nach Ende seiner Karriere in drei Vorstellungen der Meistersinger von Nürnberg als Pogner an der Berliner Staatsoper kurzfristig ein.

## Auszeichnungen
Salminen wurde 1995 zum Berliner Kammersänger sowie im Jahr 2003 zum bayerischen und zum österreichischen Kammersänger ernannt. Im Jahr 2001 wurde ihm das Bundesverdienstkreuz verliehen. 2011 wurde er mit dem Zürcher Festspielpreis ausgezeichnet.
Matti Salminen war zweimal an der Auszeichnung mit einem Grammy in der Kategorie der besten Opern-Aufzeichnung beteiligt: Bei den Grammy Awards 1983 für den Ring des Nibelungen (Bayreuther Festspiele) und bei den Grammy Awards 1992 für die Götterdämmerung (Metropolitan Opera).

## Opernrepertoire (Auswahl)
- Beethoven: Rocco in Fidelio
- Glinka: Iwan Sussanin in Ein Leben für den Zaren
- Mozart: Osmin in Die Entführung aus dem Serail
- Mozart: Komtur in Don Giovanni
- Mozart: Sarastro in Die Zauberflöte
- Mussorgski: Fürst Iwan in Chowanschtschina
- Mussorgski: Titelrolle in Boris Godunow
- Puccini: Colline in La Bohème
- Sallinen: Titelrolle in King Lear
- Verdi: Philipp II. und Großinquisitor in Don Carlos
- Verdi: Ramphis in Aida
- Verdi: Padre Guardiano in La forza del destino
- Wagner: Daland in Der fliegende Holländer
- Wagner: König Heinrich in Lohengrin
- Wagner: Landgraf in Tannhäuser
- Wagner: Fasolt und Fafner in Das Rheingold
- Wagner: Fafner in Siegfried
- Wagner: Hunding in Die Walküre
- Wagner: Hagen in Götterdämmerung
- Wagner: Pogner in Die Meistersinger von Nürnberg
- Wagner: König Marke Tristan und Isolde
- Wagner: Gurnemanz und Titurell in Parsifal
- Weber: Kaspar in Der Freischütz
- Tschaikowski: Fürst Gremin in Eugen Onegin

## Diskografie (Auswahl)

### LP / CD
- Johann Sebastian Bach: Matthäus-Passion (Bass-Arien), Dirigent: Karl Richter, Münchner Bach-Orchester, 1980
- Ludwig van Beethoven: Fidelio (Rocco), Orquesta de la Comunitat Valencia, Dirigent: Zubin Mehta, 2006
- Ludwig van Beethoven: Schauspielmusik zu Egmont (Erzähler), Turku Philharmonic Orchestra, Dirigent: Leif Segerstam, 2018
- Wolfgang Amadeus Mozart: Die Entführung aus dem Serail (Osmin), Orchester des Opernhauses Zürich, Dirigent: Nikolaus Harnoncourt, 1985
- Wolfgang Amadeus Mozart: Requiem. Orchestre de Paris. Dirigent: Daniel Barenboim, 1986
- Wolfgang Amadeus Mozart: Die Zauberflöte (Sarastro), Dirigent: Nikolaus Harnoncourt, Orchester des Opernhauses Zürich, 1988
- Wolfgang Amadeus Mozart: Don Giovanni (Komtur), Dirigent: Daniel Barenboim, Berliner Philharmoniker, 1992
- Wolfgang Amadeus Mozart: Don Giovanni (Komtur), Dirigent: Claudio Abbado, Chamber Orchestra of Europe, 1998
- Wolfgang Amadeus Mozart: Don Giovanni (Komtur), Dirigent: Nikolaus Harnoncourt, Orchester des Opernhauses Zürich, 2001
- Giuseppe Verdi: Aida (Ramfis), Dirigent: Daniel Barenboim, Orchester der Deutschen Oper Berlin, 1982
- Richard Wagner: Das Rheingold (Fafner), Dirigent: Marek Janowski, Staatskapelle Dresden, 1980
- Richard Wagner: Das Rheingold (Fafner), Dirigent: Pierre Boulez, Orchester der Bayreuther Festspiele, 1980
- Richard Wagner: Die Walküre (Hunding), Dirigent: Pierre Boulez, Orchester der Bayreuther Festspiele, 1980
- Richard Wagner: Siegfried (Fafner), Dirigent: Pierre Boulez, Orchester der Bayreuther Festspiele, 1980
- Richard Wagner: Siegfried (Fafner), Dirigent: Marek Janowski, Staatskapelle Dresden, 1982
- Richard Wagner: Tristan und Isolde (König Marke), Dirigent: Daniel Barenboim, Orchester der Bayreuther Festspiele, 1983
- Richard Wagner: Parsifal (Titurel), Dirigent: Rafael Kubelik, Sinfonieorchester des Bayerischen Rundfunks, 1980
- Richard Wagner: Parsifal (Titurel), Dirigent: James Levine, Orchester der Bayreuther Festspiele, 1985
- Richard Wagner: Der fliegende Holländer (Daland), Dirigent: Woldemar Nelson, Orchester der Bayreuther Festspiele, 1986
- Richard Wagner: Tannhäuser (Landgraf Hermann), Dirigent: Giuseppe Sinopoli, Philharmonia Orchestra, 1989
- Richard Wagner: Götterdämmerung (Hagen), Dirigent: Wolfgang Sawallisch, Bayerisches Staatsorchester, 1989
- Richard Wagner: Die Walküre (Hunding), Dirigent: Bernard Haitink, Sinfonieorchester des Bayerischen Rundfunks, 1990
- Richard Wagner: Die Meistersinger von Nürnberg (Veit Pogner), Dirigent: Marek Janowski, Rundfunksinfonieorchester Berlin, 1991
- Richard Wagner: Götterdämmerung (Hagen), Dirigent: James Levine, Orchester der Metropolitan Opera, 1991
- Richard Wagner: Tristan und Isolde (König Marke), Dirigent: Daniel Barenboim, Berliner Philharmoniker, 1994
- Richard Wagner: Der fliegende Holländer (Daland), Dirigent: Marek Janowski, Radio Sinfonieorchester Berlin, 2011
- Richard Wagner: Götterdämmerung (Hagen), Dirigent: Marek Janowski, Rundfunksinfonieorchester Berlin, 2011
- Carl Maria von Weber: Der Freischütz (Kaspar), Dirigent: Nikolaus Harnoncourt, Berliner Philharmoniker, 1995

### DVD
- Ludwig van Beethoven, Fidelio (Rocco), Orquesta de la Comunitat Valencia, Dirigent: Zubin Mehta, Unitel Classica, 2006
- Giuseppe Verdi: Don Carlo (Philipp II.), Dirigent: Antonio Pappano, Wiener Philharmoniker, 2013
- Richard Wagner: Das Rheingold (Fafner), Dirigent: Pierre Boulez, Orchester der Bayreuther Festspiele, 1980
- Richard Wagner: Die Walküre (Hunding), Dirigent: Pierre Boulez, Orchester der Bayreuther Festspiele, 1980
- Richard Wagner: Siegfried (Fafner), Dirigent: Pierre Boulez, Orchester der Bayreuther Festspiele, 1980
- Richard Wagner: Tristan und Isolde (König Marke), Dirigent: Daniel Barenboim, Orchester der Bayreuther Festspiele, 1983
- Richard Wagner: Der fliegende Holländer (Daland), Dirigent: Woldemar Nelson, Orchester der Bayreuther Festspiele, 1986
- Richard Wagner: Das Rheingold (Fafner), Dirigent: James Levine, Orchester der Metropolitan Opera, 1988
- Richard Wagner: Siegfried (Fafner), Dirigent: James Levine, Orchester der Metropolitan Opera, 1991
- Richard Wagner: Götterdämmerung (Hagen), Dirigent: James Levine, Orchester der Metropolitan Opera, 1991
- Richard Wagner: Der Fliegende Holländer (Daland), Savonlinnan Oopperajuhlaorkesteri, Dirigent: Leif Segerstam, 1991
- Richard Wagner, Parsifal (Titurel), Orchester der Metropolitan Opera, Dirigent: James Levine, Deutsche Grammophon, 1993
- Richard Wagner: Parsifal (Gurnemanz), Dirigent: Valery Gergiev, Kirov Orchestra, 1998
- Richard Wagner: Parsifal (Gurnemanz), Dirigent: Kent Nagano, Deutsches Symphonyorchester Berlin, 2005
- Richard Wagner: Tristan und Isolde (König Marke), Orchester der Mailänder Scala, Dirigent: Daniel Barenboim, 2007
- Richard Wagner: Parsifal (Gurnemanz), Dirigent: Bernard Haitink, Orchester des Opernhauses Zürich, 2008
- Carl Maria von Weber: Der Freischütz (Kaspar), Dirigent: Nikolaus Harnoncourt, Orchester des Opernhauses Zürich, 1983